# Marie af Storbritannien
Marie af Storbritannien (22. februar 1723 – 14. januar 1772 i Hanau) var en britisk prinsesse, der var landgrevinde af Hessen-Kassel fra 1760 til 1772 som landgreve Frederik 2. af Hessen-Kassels ægtefælle. 
Hun var datter af kong Georg 2. af Storbritannien og søster til den danske dronning Louise. Marie blev gift i 1740 med den senere landgreve Frederik 2. af Hessen-Kassel. Parret blev separeret i 1754, da det kom frem, at Frederik havde konverteret til katolicismen. I 1756 flyttede Marie til Danmark for at tage sig af sin afdøde søsters børn. Hun tog sine børn med sig. De blev opdraget ved det danske hof, og to af sønnerne blev gift med danske prinsesser.
Marie var henholdsvis moster og faster til det danske kongepar Christian 7. og Caroline Mathilde. 

## Biografi

### Tidligt liv
Prinsesse Marie blev født den 22. februar 1723 som det 7. barn og den 4. datter af det britiske tronfølgerpar Georg og Caroline, prins og prinsesse af Wales. Hun blev født i London, hvortil hendes forældre var flyttet ni år tidligere, da hendes farfar kong Georg 1. i 1714 havde arvet den britiske trone, og hendes far var blevet prins af Wales. Hun kom til verden i Leicester House i London, der var familiens residens fra 1717 til hendes far tiltrådte som konge i 1724, hvor familien flyttede til den kongelige residens St. James's Palace.
Hun havde syv søskende:
- Frederik Ludvig, Fyrste af Wales (1707 – 1751), gift 1736 med prinsesse Augusta af Sachsen-Gotha; fik 9 børn.
- Prinsesse Anne (1709 – 1759), gift 1734 med Fyrst Vilhelm 4. af Oranien, arvestatholder af Nederlandene; havde børn.
- Prinsesse Amelia (1711–1786)
- Prinsesse Caroline (1713–1757)
- Prins Georg Vilhelm (1717–1718)
- Prins Vilhelm August, Hertug af Cumberland (1721–1765)
- Prinsesse Louise (1724-1751, gift 1743 med Kong Frederik 5. af Danmark og Norge; havde børn.

### Ægteskab
Den 28. juni 1740 blev hun gift i Kassel med prins Frederik af Hessen-Kassel, Vilhelm 8. af Hessen-Kassels søn. Parret blev separeret i 1754, da det kom frem, at Frederik havde konverteret til katolicismen. Marie flyttede sammen med de tre sønner til grevskabet Hanau, som svigerfaderen udskilte af landgrevskabet, og som ved hans død skulle gå i direkte arv til barnebarnet, Vilhelm. I 1756 flyttede Marie til Danmark for at tage sig af sin afdøde søster Louises børn. Hun tog sine sønner med sig. To blev gift med danske prinsesser, og to gjorde karriere i Danmark.

### Senere liv
Efter separationen så Marie aldrig sin mand igen. Da han efterfulgte sin far som regerende landgreve i 1760, blev Maries titel landgrevinde Marie af Hessen-Kassel. Sine sidste år tilbragte hun på Rumpenheimer Schloss i Offenbach ved Frankfurt am Main. Hun døde 14. januar 1772 i Hanau. Efter Maries død giftede Frederik sig igen, og først i 1782 genså han sine tre sønner efter 28 års adskillelse.

## Børn
- Vilhelm, Prins af Hessen-Kassel, 1741-1742, død som barn.
- Vilhelm 1., Kurfyrste af Hessen, 1743-1821 gift; havde børn.
- Carl af Hessen-Kassel, 1744-1836, blev gift i 1766 med Louise, prinsesse af Danmark og Norge; havde børn.
- Frederik 3., titulær landgreve 1747-1837, gift med prinsesse Caroline af Nassau-Usingen; havde børn.

## Titler og prædikater
- 5. marts 1723 – 11. juni 1727: Hendes Kongelige Højhed Prinsesse Mary af Wales
- 11. juni 1727 – 28. juni 1740: Hendes Kongelige Højhed  Prinsesse Mary af Storbritannien
- 28. juni 1740 – 1. februar 1760: Hendes Kongelige Højhed  Prinsesse Maria af Hessen-Kassel
- 1. februar 1760 – 14. januar 1772: Hendes Kongelige Højhed Landgrevinde Maria af Hessen-Kassel